# Kim Young-hee (baloncestista)
Kim Young-hee (Ulsan, Corea del Sur; 17 de mayo de 1963 - 31 de enero de 2023) fue una baloncestista surcoreana que jugaba en la posición de pívot. Ganó una medalla olímpica y participó en dos copas del mundo.

## Carrera
Con la selección nacional ganó la medalla de plata en los Juegos Olímpicos de Los Ángeles 1984 luego de perder la final ante Estados Unidos. También participó en dos ocasiones en la Copa Mundial de Baloncesto Femenino, finalizando en cuarto lugar en la edición de 1983 y en décimo lugar en 1986.
A nivel continental ganó tres medallas de oro y una de plata en el Campeonato FIBA Asia Femenino y ganó dos medallas de plata en los Juegos Asiáticos.

## Muerte
Falleció el 31 de enero de 2023 a los 59 años a causa de un cáncer cerebral.